# تپه بان تخت
تپه بان تخت مربوط به دوره صدر اسلام تا قرن ۶ ه.ق است و در شهرستان دهلران، بخش موسیان، ۴ کیلومتری جنوب شرقی شهر موسیان واقع شده و این اثر در تاریخ ۳۰ دی ۱۳۸۵ با شمارهٔ ثبت ۱۶۹۱۶ به عنوان یکی از آثار ملی ایران به ثبت رسیده است.